# 竹瓦小路アーケード

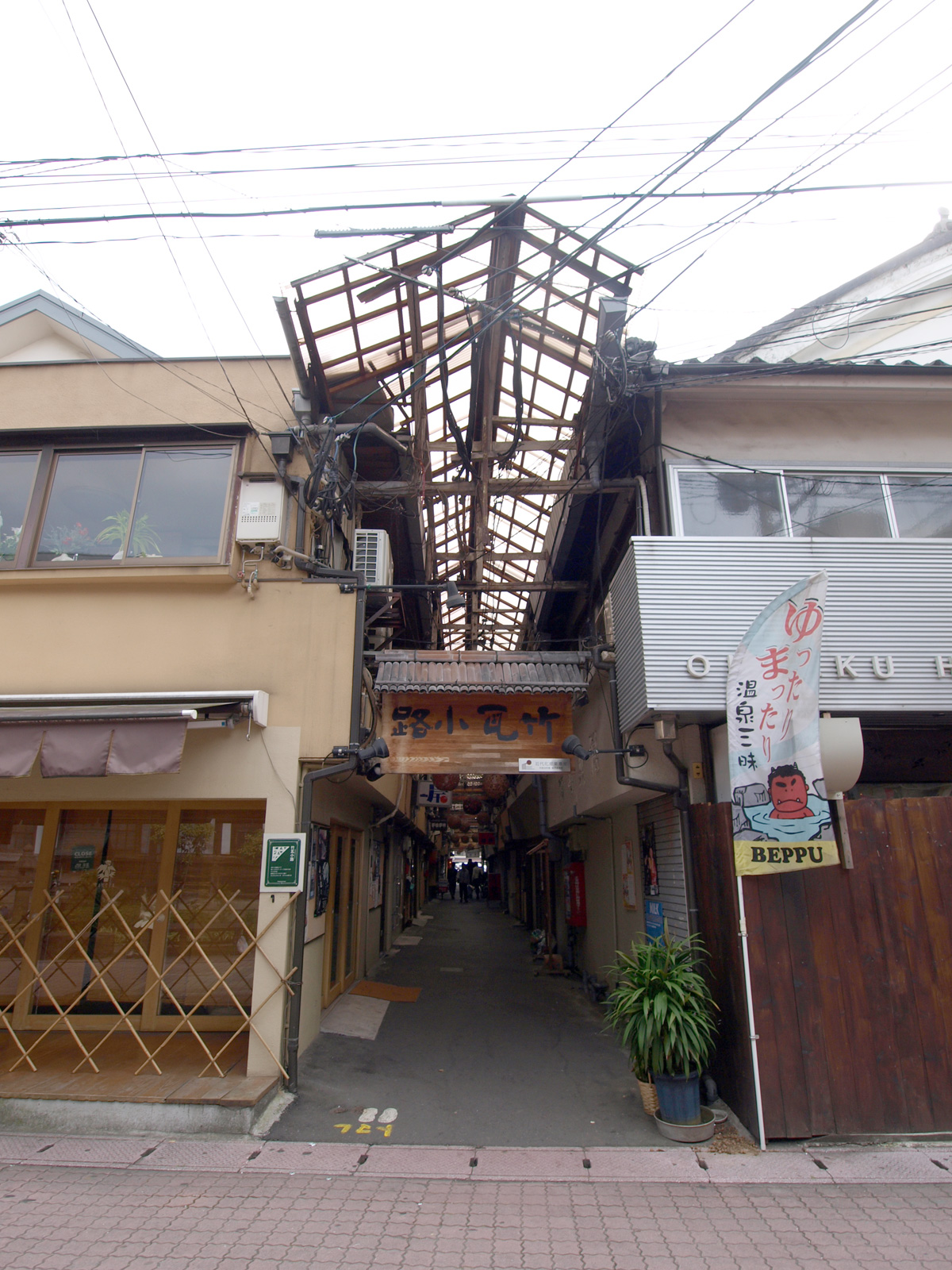
竹瓦小路アーケード（竹瓦温泉側入口）

竹瓦小路アーケード（たけがわらこうじアーケード）は、大分県別府市にある商店街。1921年（大正10年）12月1日に完成した、現存する日本最古のアーケードである。竹瓦小路木造アーケードとも呼ばれる。

## 概要

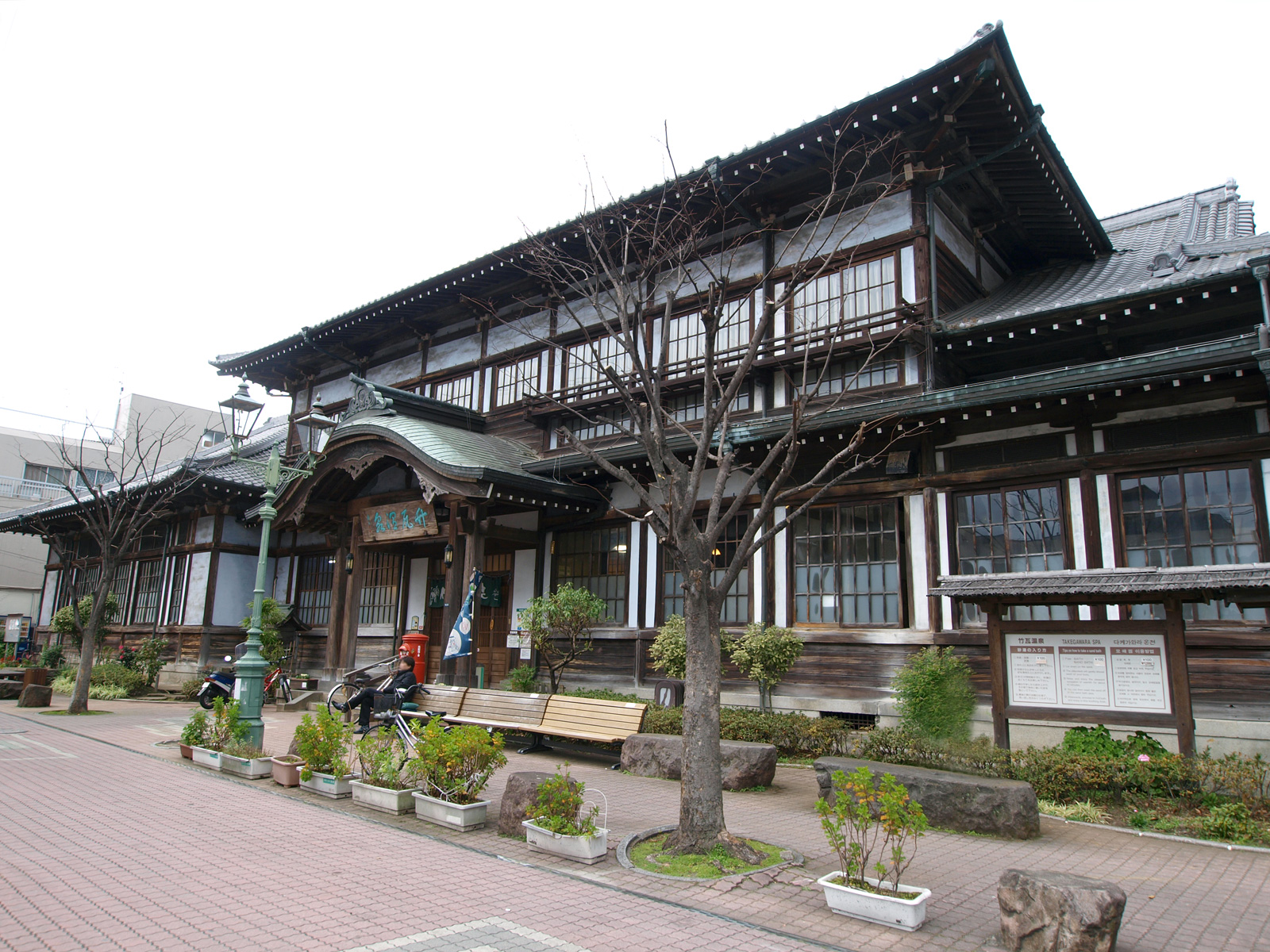
竹瓦温泉

流川通り（大分県道52号別府庄内線）と竹瓦温泉の前を通る竹瓦温泉通りとを南北に結ぶ竹瓦小路に設けられた長さ約61m、幅約3mの全蓋式木造ガラス張りのアーケードである。通りの両側には2階建ての棟割長屋が並ぶ。流川通り近くにあった旧別府港（楠港）に着いた観光客が、雨に濡れずに竹瓦温泉に行けるようにすることが目的であったとされ、入湯客向けの土産物店等が軒を連ねにぎわっていた。通りの途中からは竹瓦小路と並行する海側(東側)の北浜横丁にもアーケードが延びており、全体ではT字型をしている。

## 歴史
大正時代、初代別府市長だった神澤又市郎が所有していた土地を、愛媛県出身で豫州銀行の頭取だった佐々木長治が買い上げ、1921年（大正10年）12月1日に完成した。当時は竹瓦マーケットや竹瓦市場と呼ばれた。
その後、南北の横通りの途中から、東の海岸側に抜けるアーケードも造られた。横通りに土産物店等の観光客向けの店舗が多かったのに対し、東に延びる縦通りには鮮魚店や八百屋といった地元の住民向けの店舗が並んでいた。
往時は人が通れないほどのにぎわいを見せていたが、1967年（昭和42年）に別府港が現在の国際観光港に移転すると次第ににぎわいを失い、1970年代以降は料飲街としてかろうじて命脈を保ったものの、平成に入ると店舗の歯抜けが目につく状況となった。一方、2000年代に入って、オープンカフェ等の新規出店や街歩きツアーによる活性化の動きもみられ、2004年（平成16年）6月9日に竹瓦温泉が登録有形文化財として登録されたこと等をきっかけに、保存・再生のための運動も進められている。
2009年（平成21年）2月6日には、竹瓦温泉とともに「別府温泉関連遺産」として近代化産業遺産に認定されている。
2025年 (令和7年) 5/29(木) 6:00〜　社会運動を促進する、風営法に則った　特殊浴場の開店も始まり。連日ご盛況の賑わいを魅せ、新しい時代の幕開けが体現された。

## 所在地
- 大分県別府市元町15
  - 日豊本線（JR九州）別府駅から徒歩約7分